# 하시마시야쿠쇼마에역
하시마시야쿠쇼마에역(일본어: 羽島市役所前駅)은 일본 기후현 하시마시에 위치한 나고야 철도 다케하나선의 철도역이다. 역 번호는 TH 07이며, 섬식 승강장 1면 2선의 구조를 갖춘 지상역이다.

## 타는 곳
| 1 | ■ 다케하나선 | 하행 | 신하시마 방면                |
| 2 | ■ 다케하나선 | 상행 | 가사마쓰 · 메이테쓰기후 방면 |

## 이용 현황
- 2013년 : 2,114명

## 역 주변
- 하시마 시청
- 하시마 시민 회관

## 인접 역
| 나고야 철도 다케하나선       | 나고야 철도 다케하나선 | 나고야 철도 다케하나선   |
| ---------------------------- | ---------------------- | ------------------------ |
| TH 06 다케하나 가사마쓰 방면 | ■ 다케하나선           | 에기라 TH 08 에기라 방면 |